# فلو (بازی ویدئویی)
فلو (به انگلیسی: flOw) یک بازی ویدئویی مستقل در سبک شبیه‌سازی زندگی است که توسط جنووا چن (سازنده بازی فلاور) و نیکولاس کلارک ساخته شده است. ابتدا بازی در سال ۲۰۰۶ به صورت فلش و رایگان منتشر گردید و بعد از آن در سال ۲۰۰۷ بازسازی شده و توسط استودیوی دت‌گیم‌کامپانی با همکاری استودیو سنتا مونیکا از طریق پلی‌استیشن نتورک برای کنسول پلی‌استیشن ۳ در دسترس قرار گرفت. استودیوی سوپرویلن نسخه پلی‌استیشن همراه بازی را در سال ۲۰۰۸ و نسخه پلی‌استیشن ویتا و پلی‌استیشن ۴ را در سال ۲۰۱۳ منتشر نمود. در بازی فلو بازیکن در فضایی دوبعدی نقش یک میکروارگانیسم را به عهده دارد که در یک دنیای مجازی شبیه به یک سیال در حال حرکت است و با تغذیه از ریزاندامگان‌های دیگر رشد و تکامل می‌یابد.
فلو در دو هفته اول انتشار در اینترنت توانست بیش ۱۰۰٬۰۰۰ بار دانلود شود و تا سال ۲۰۰۸ توسط ۴ میلیون نفر دانلود و بازی شده است. نسخه پلی‌استیشن ۳ آن در سال ۲۰۰۷، عنوان بیشترین دانلود را از طریق پلی‌استیشن نتورک به خود اختصاص داد و جایزه بهترین بازی دانلودی را در جوایز انتخاب توسعه‌دهندگان بازی در سال ۲۰۰۸ دریافت کرد. فلو در مه ۲۰۰۶ به عنوان بازی اینترنتی ماه توسط مجله اج برگزیده شد، در همان سال از دید وبگاه جی‌ایزگیمز به عنوان بهترین بازی آنلاین رایگان برگزیده شد.